# Touring Aero 3

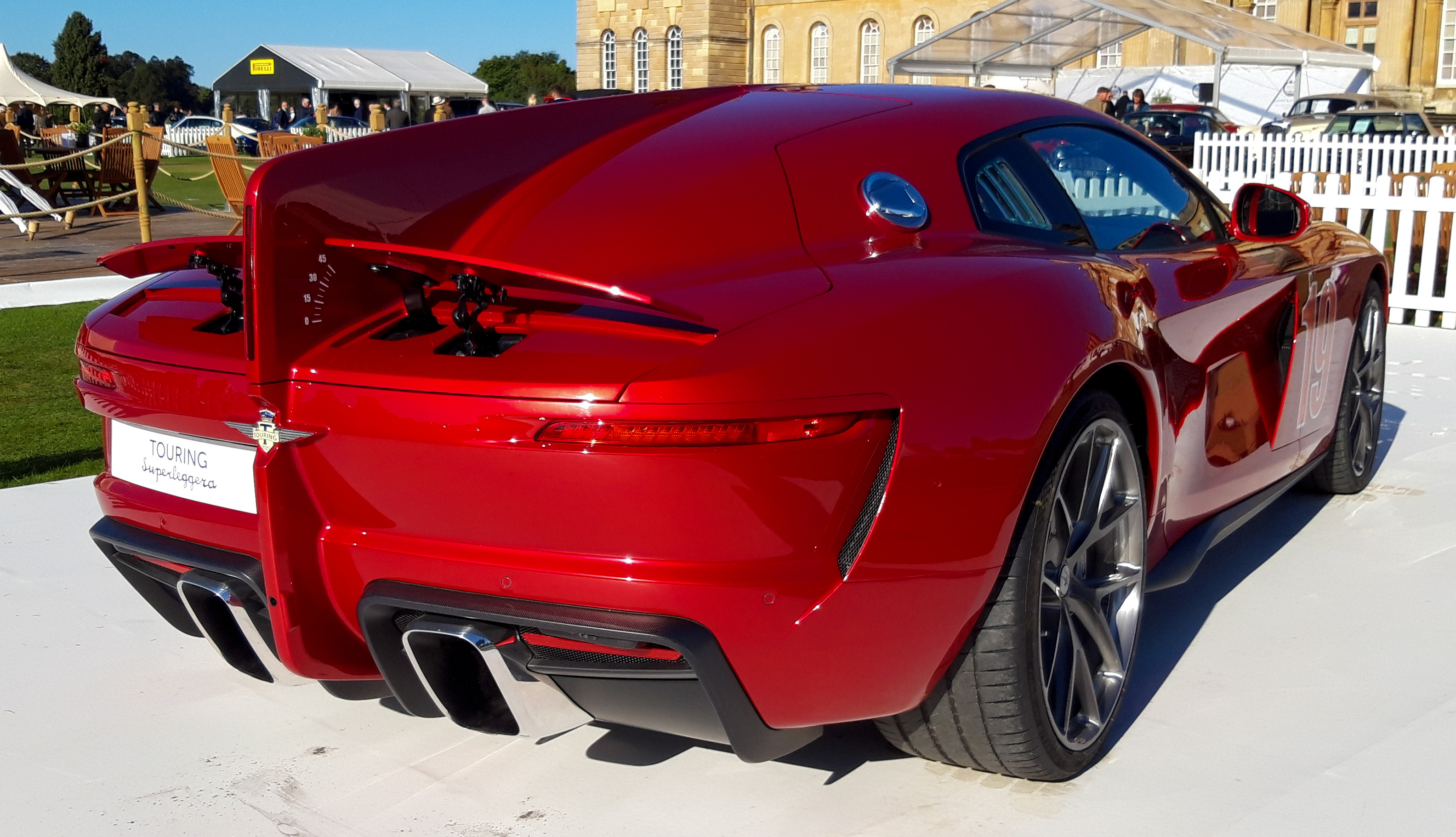
Heckansicht

Der Touring Aero 3 ist ein Sportwagen des Mailänder Karosseriebauunternehmens Touring Superleggera.

## Hintergrund
Vorgestellt wurde das Fahrzeug im September 2020 beim Salon Privé am Blenheim Palace. Die Produktion ist auf 15 Coupés limitiert.
Technisch basiert der Aero 3 vollständig auf dem zwischen 2012 und 2017 gebauten Ferrari F12berlinetta. Wegen seines Äußeren wird der Sportwagen hingegen mit Alfa Romeo verglichen. Insbesondere an den Alfa Romeo 8C 2900 Berlinetta aus dem Jahr 1938 soll er erinnern. Die mittig positionierte Heckflosse hat keinen aerodynamischen Nutzen, sondern soll „an das aerodynamische Erbe von Touring seit den 1930er-Jahren“ erinnern.

## Technische Daten
|                                 | Aero 3                           |
| ------------------------------- | -------------------------------- |
| Bauzeit                         | seit 2020                        |
| Motortyp                        | V12-Ottomotor 65°                |
| Einbaulage                      | vorn längs                       |
| Hubraum (cm³)                   | 6262                             |
| max. Leistung kW (PS) bei min−1 | 545 kW (740 PS) bei 8250         |
| max. Drehmoment Nm bei min−1    | 690 bei 6000                     |
| Antriebsart                     | Hinterradantrieb                 |
| Getriebe                        | 7-Stufen-Doppelkupplungsgetriebe |
| Beschleunigung, 0–100 km/h      | 3,1 s                            |
| Höchstgeschwindigkeit (km/h)    | 340 km/h                         |
| Leergewicht (kg)                | 1645                             |
| Tankinhalt (l)                  | 92                               |
| Verbrauch (l/100 km)            | 15,0 Super                       |
| CO2-Ausstoß (g/km)              | 350                              |
| Abgasnorm                       | Euro 5                           |